# Macrostylis confinis
Macrostylis confinis là một loài chân đều trong họ Macrostylidae. Loài này được Mezhov miêu tả khoa học năm 2003.